# Aristelliger georgeensis
El geco pestañudo (Aristelliger georgeensis) es una especie de lagarto que pertenece a la familia Sphaerodactylidae. Es nativo de Cozumel (México), el cayo San Jorge (Belice), las islas del Cisne (Honduras), y el archipiélago de San Andrés, Providencia y Santa Catalina (Colombia).